# Праздники Колумбии
Праздники и нерабочие дни Колумбии: 
- 1 января — Новый год;
- 6 января — Крещение;
- 19 марта — День Святого Иосифа(Жозефа);
- 20 апреля — Великий четверг;
- 21 апреля — Страстная пятница;
- 1 мая — День солидарности трудящихся;
- 13 мая — День Св. Марии;
- 1 июня — Вознесение;
- 22 июня — Праздник тела Господня;
- 29 июня — День Святых Петра и Павла;
- 20 июля — День Независимости;
- 7 августа — Годовщина битвы при Бойака;
- 15 августа — Успение Богородицы;
- 20 сентября — День Дружбы;
- 8 декабря — Праздник Непорочного зачатия Пресвятой Девы Марии;
- 25 декабря — Рождество.